# Cratere Postojna
Postojna è un cratere sulla superficie di 243 Ida.